# COriolis Ré-Analysis

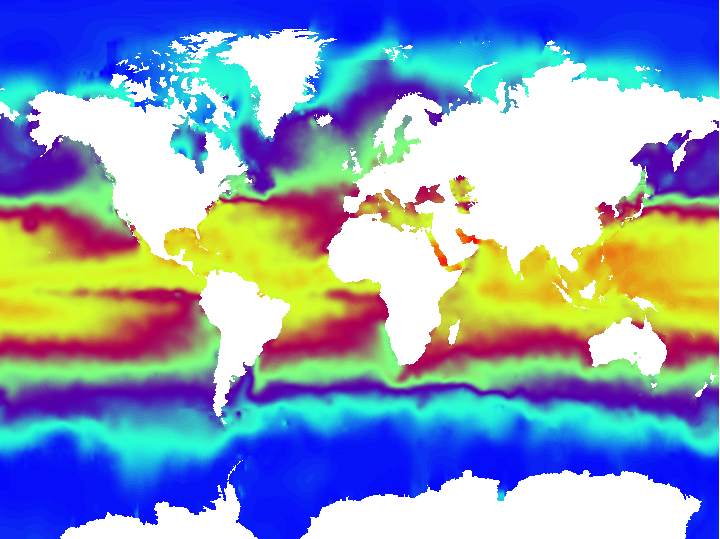
Température de surface du produit CORA3.2 en juillet 2010

COriolis Ré-Analysis, CORA en abrégé, est un jeu de données de température et de salinité des océans mondiaux. Les données proviennent de différents capteurs (bateaux de recherches, profileurs autonomes, bouées dérivantes, bouées météorologiques, animaux marins, gliders, etc.).

## Description
Ce jeu de données produit par l'Ifremer dans le cadre du projet MyOcean est une image du contenu de la base de données Coriolis dont l'une des attributions est de servir de centre d'archivage et de distribution des données océanographiques au niveau mondial.
La dernière version de ce produit (v3.3) couvre les années 1990 à 2011. Les observations sont distribuées sur les niveaux d'observations des capteurs. Les fichiers sont organisés par date et type d'observations, CORA3.3 ne contient que des profils mais les versions futures intègreront également des séries temporelles.
Les principaux utilisateurs de ce jeu de données sont les modélisateurs d'océans numériques qui intègrent les données in-situ pour contraindre ou initialiser leurs modèles. CORA est libre d'accès et peut être récupéré au format netCDF via le site CORIOLIS.

## Sources des données
La base de données d'où est extrait le jeu CORA est définie pour recevoir des données d'océanographie opérationnelle en temps réel. De fait la majorité des réseaux d'observations globaux in-situ sont branchés sur cette base. Les sources de données sont les suivantes :
- ARGO (profileurs autonomes)
- réseau de bouées ancrées TAO TRITON PIRATA RAMA
- EGO (gliders)
- GTSPP (canal de distribution de données temps réel maintenu par la NOAA)
- GOSUD données de thermosalinographes provenant de bateaux
- GTS (BATHY, TESSAC, messages de bouées dérivantes) canal de distribution de données basse résolution
- Animaux marins équipés de capteurs (phoques et éléphants de mer)
- jeux de données intégrés en temps différé (CTD, XBT, campagnes océanographiques, etc.)